# Jenaer Allianz
Die Jenaer Allianz zur Erneuerung der Sozialen Marktwirtschaft ist ein Netzwerk  einiger ordnungspolitischer und ordoliberaler Organisationen und Institutionen, welches nach eigenem Bekunden die Soziale Marktwirtschaft ordnungspolitisch erneuern möchte. Sie beruft sich dabei auf die sogenannten Väter der Sozialen Marktwirtschaft, Franz Böhm, Ludwig Erhard, Walter Eucken, Alfred Müller-Armack, Wilhelm Röpke und Alexander Rüstow.

## Geschichte
Die Gründung fand am 20. Juni 2008 im Rahmen des an der Friedrich-Schiller-Universität Jena stattfindenden Symposiums 60 Jahre Soziale Marktwirtschaft statt. Die Jenaer Allianz stellte ihre wirtschaftspolitischen Standpunkte und Zielsetzungen im auf diesem Symposium veröffentlichten Jenaer Aufruf zur Erneuerung der Sozialen Marktwirtschaft dar.
Im Januar 2009 sendete die Jenaer Allianz einen offenen Brief an Bundeskanzlerin Angela Merkel (die damals mit einer schwarz-roten Koalition regierte). 
Im Juni 2012 veröffentlichte die Jenaer Allianz einen Aufruf für eine ordnungspolitische Wirtschaftsverfassung für die Europäische Union.

## Initiatoren der Jenaer Allianz
Die Initiatoren der Jenaer Allianz sind
- Aktionsgemeinschaft Soziale Marktwirtschaft
- Bund Katholischer Unternehmer
- Die Familienunternehmer
- Econwatch - Gesellschaft für Politikanalyse
- Friedrich-Schiller-Universität Jena
- Institut für Wirtschaftspolitik (iwp) an der Universität zu Köln
- Leipziger Wirtschaftspolitische Gesellschaft
- Walter Eucken Institut
- Wilhelm-Röpke-Institut

## Veranstaltungen
2009 fand der erste Jenaer Konvent zur Erneuerung der Sozialen Marktwirtschaft statt, im Februar 2011 der zweite und im Mai 2013 der dritte. 

## Preisverleihungen
Die Jenaer Allianz vergibt im jährlichen Wechsel den ORDO-Preis für ordnungspolitische Innovationen gemeinsam mit dem Institut für Wirtschaftspolitik an der Universität zu Köln sowie alle zwei Jahre den Walter-Eucken-Preis (im Wechsel mit der Wirtschaftswissenschaftlichen Fakultät der Friedrich-Schiller-Universität Jena).